# Caius Licinius Varus
Caius Licinius Varus est un homme politique de la République romaine, consul en 236 av. J.-C.

## Famille
Il est membre des Licinii Vari, branche de la gens plébéienne des Licinii. Il est le fils d'un Publius Licinius et le petit-fils d'un Publius Licinius. Son nom complet est Caius Licinius P.f. P.n. Varus.

## Biographie

### Consulat (236)
En 236 av. J.-C., il est consul avec Publius Cornelius Lentulus Caudinus pour collègue. Les deux consuls mènent une campagne militaire contre les Boïens et les autres tribus gauloises installées dans la vallée du Pô, au nord de la péninsule italienne. Par la suite, Varus se tourne vers la Corse tandis que son collègue Caudinus combat les Ligures,.
Varus, qui souhaite achever la conquête de la Corse, envoie en avant le légat Marcus Claudius Clineas. Ce dernier pactise avec les tribus locales et passe un accord de paix qui va à l'encontre des objectifs du consul. Ne tenant pas compte d'un accord jugé illégal et annulé par le Sénat, Varus attaque les Corses et soumet l'île. Le Sénat, pour préserver l'honneur et la discipline de l'État, livre alors Marcus Claudius Clineas aux Corses, mais ces derniers le renvoient. Il est alors emprisonné et banni ou mis à mort à Rome,. Clineas est peut-être le même personnage que Marcus Claudius Glicia.

### Légat (218)
Caius Licinius Varus a pu faire partie de l'ambassade envoyée en 218 av. J.-C. à Carthage pour présenter un ultimatum au Sénat carthaginois après l'échec de la première ambassade envoyée auprès d'Hannibal l'année précédente pour tenter de le convaincre de mettre un terme au siège de Sagonte, évènement déclencheur de la deuxième guerre punique,.
Tite-Live qualifie les hommes composants cette ambassade de maiores natu, tous consulaires. Il n'est pas certain qu'il s'agisse de Caius Licinius Varus, le consul de 236, mais il s'agit de l'hypothèse la plus probable. Toutefois, les consulaires semblent être cités par l'auteur antique dans un ordre chronologique et Varus est cité en dernier, après les deux consuls de 219. Il pourrait alors s'agir d'un autre Caius Licinius, inconnu par ailleurs, peut-être le père de Publius Licinius Crassus, consul en 171.